# 吴从炘
吴从炘（1935年7月—2021年7月1日），男，原籍福建闽清，生于上海，中国数学家，曾任哈尔滨工业大学教授、博士生导师，中国数学会理事。